# FAP Yaoundé
Les Forces armées et police de Yaoundé est un club omnisports camerounais basé à Yaoundé et fondé en 1972.
les FAP version participe aux compétitions du CISM. Premier jeux Africains Militaires en 2003 à Nairobi au Kenya médaille de bronze dans la compétition par équipes en Individuel Christelle Okodombé médaille d’argent en -78 kg, Mafeguim Honorine Médaille de Bronze -78 kg, Zambo Adalbert médaille d’argent en -100 kg, Mathieu Ottou Etoga Médaille de bronze en -73 kg et Ayomba François Liboire médaille de Bronze en -81 kg

## Handball

### Palmarès masculin
- Ligue des champions (2) :
  - Vainqueur : 1992, 1996
  - Finaliste : 1995, 1997, 1999
- Coupe des vainqueurs de coupe (1) :
  - Vainqueur : 2000
  - Finaliste : 1992, 1995, 1998, 2011 (en)
- Supercoupe d'Afrique (1) :
  - Vainqueur : 2001
  - Finaliste : 1997, 1998, 1999, 2012

### Palmarès féminin
- Ligue des champions
  - Troisième : 2010, 2011, 2012, 2015, 2016, 2017

## Basket-ball
Le FAP Yaoundé est champion du Cameroun en 2020, 2021 et 2022.

### Palmarès masculin
- Ligue camerounais (3):
  - Vainqueur: 2020, 2021, 2022
  - Finaliste: 2019
- Ligue du basketball du centre (5):
  - Vainqueur: 2011, 2016, 2018, 2021, 2022
- Ligue africaine de basket-ball (BAL)
  - Quatrième place: 2022
  - Quarts de finale: 2021

## Volley-ball
Le FAP Yaoundé est finaliste du Championnat d'Afrique des clubs champions masculin de volley-ball en 2005 et troisième en 2001 et en 2003. Il remporte la Coupe du Cameroun de volley-ball masculin en 1993, 2002, 2003, 2006, 2007, 2009, 2010, 2011 et 2012 et est finaliste en 2013.
Les volleyeuses remportent la Coupe du Cameroun féminine de volley-ball en 1995 et 1996 et sont finalistes en 2005, 2006 et 2007.

## Football
Les footballeuses du FAP Yaoundé, surnommées les Amazones, remportent le Championnat du Cameroun féminin de football en 2016 et la Coupe du Cameroun féminine de football en 2017.